# Petre Crăciun

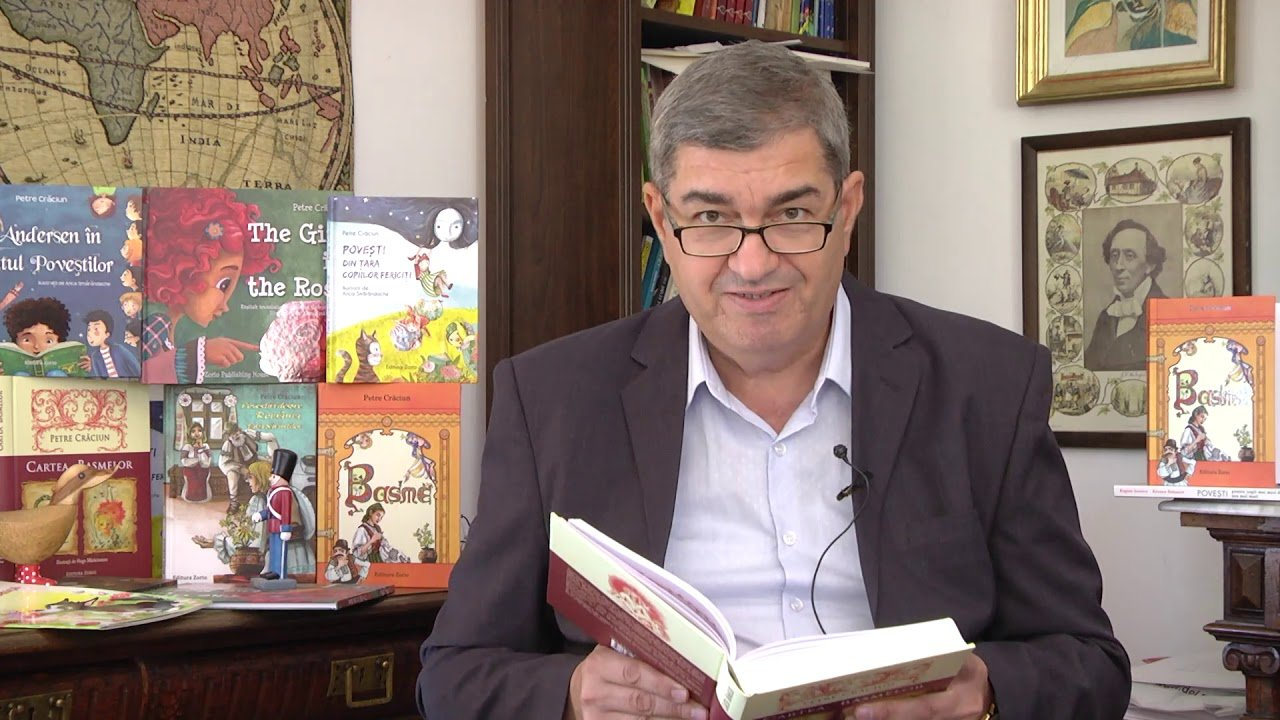
Petre Crăciun

Petre Crăciun (n. 29 august 1962, Giurgiu, România) este un scriitor de literatură pentru copii, jurnalist, autor de filme documentare și realizator al mai multor emisiuni de televiziune. Este membru al Uniunii Scriitorilor din România și Președinte al Filialei București Literatură pentru Copii și Tineret din cadrul USR, director al portalului Literatură Copii și al site-ului Identitate Românească.
Este Cetățean de onoare al Municipiului Giurgiu, din anul 2014.

## Studii
A studiat la Colegiul Național „Ion Maiorescu” din Giurgiu.
A urmat cursurile Universității București, Facultatea de Istorie-Filosofie, secția Istorie, promoția 1986.
A urmat studii postuniversitare la Universitatea București, Facultatea de Jurnalism și Științele Comunicării, specializare Jurnalismul de Televiziune (1998-1999), urmate de un masterat în Comunicare managerială industrială și social politică la Universitatea Politehnică din București (2005-2007).

## Activitate
Petre Crăciun a lucrat timp de șase ani ca profesor de istorie (1986-1992), apoi redactor și redactor-șef al săptămânalului prahovean ARGUS (1992-1998), redactor și redactor-șef al revistei Poliția Română (1999-2000); șeful Grupului de Presă al MAI (2000-2002); director adjunct al Direcției de Relații Publice din MAI (2002-2003); șeful departamentului de Relații Publice la Agenția Națională Antidrog (2003-2009).

### În jurnalism și televiziune
A predat Jurnalism la Universitatea „Andrei Șaguna” din Constanța.
În 2009 a fondat publicația online Optimal Media, parte a companiei Optimal Media Solution. A mai întemeiat Editura Zorio, unde au văzut lumina tiparului mai multe titluri.
În 2011 a inițiat, împreună cu fiul său, Cristian Crăciun, portalul literaturacopii.ro, destinat iubitorilor de literatură română și universală de vârstă școlară. De la 1 iulie 2013, portalul a căpătat o mare amploare. În prezent, sunt peste 100 de autori adulți și peste 50 de copii care publică în portalul Literatură Copii. Petre Crăciun și-a propus astfel să suplinească lipsa unor concursuri specializate pentru copii care scriu de la vârste foarte mici.
La TVR 1 și TVRI a inițiat și prezentat emisiunile „Amprente”, „Misiunea permanentă” și „Alege viața” (300 ediții), în perioada 1995-1996. A semnat 15 filme documentare, producții cu caracter educativ. Este regizorul și scenaristul filmului documentar produs de Agenția Națională Antidrog Drogurile - viață pe contrasens, lansat în 2012.
A inițiat, singur sau în colaborare, campaniile sociale „Primește-l alături de tine”, „Absentul”, „Prea rebel sa fii condus”, „O carte pentru Valea Plopului”.

### În literatură
Petre Crăciun publicat numeroase volume de versuri și povești pentru copii, dar și romane și memorii.
A reprezentat România în 2016 la Târgul Internațional de carte pentru copii de la Bologna, cu volumele Fetița din Floare, povestire pentru copii, Editura Zorio, 2014 și Cu Andersen în Regatul Poveștilor, 2015.
În 2011 a văzut lumina tiparului, la Editura Zorio, volumul de poezie pentru copii „Taina ghemului de ață", cu grafică semnată de Nicolae Tonitza Junior. În 2012 a publicat volumul de povestiri „Cândva mă chema Codiță", iar în 2013 volumul de versuri pentru copii „Cruciada pisicilor". Ambele sunt ilustrate de Nicolae Tonitza. Au urmat noi și noi volume pentru copii.
În luna noiembrie a anului 2013 lansează la Târgul Gaudeamus volumul Basme, Editura Zorio, cu ilustrație de Anca Smarandache. „Volumul are 136 de pagini și conține 14 basme și 28 ilustrații. Textele propuse de Petre Crăciun se înscriu în genul basmelor culte, temele și personajele sale fiind cu totul noi în literatura de gen din România. Petre Crăciun ne poartă prin împărăția unde Floarea înțelepciunii este mai importantă decât Iarba puterii, ne ține cu inima la gură în lupta pe care Victoraș o duce cu Vrăjitorul Talpă-Neagră pentru a readuce Adevărul în țara unde Minciuna se înstăpânise de o vreme, ne emoționează atunci când ne oferă o perspectivă personală despre apariția iei românești sau ne arată cât de tristă poate fi o țară în care oamenii nu visau niciodată. În alte basme, autorul ne face cunoștință cu personaje fantastice care schimbă anotimpurile, vorbesc cu florile și cu plantele, care trec prin Țara vânturilor dezlănțuite, prin Țara oamenilor nefericiți sau prin... Împărăția femeilor leneșe”, afirmă editorii.
Basme pentru familia mea, Editura Zorio 2014, conține 11 basme noi, scrise de autor în perioada 2013-2014: Țara Scriitorilor de Noroc, Drumul Curcubeului, Zmeul Pierde-Vară, Palatul din pădure, Omul-Ceață, prietenul Măriei Sale, Odaia Fericirii, Țara Balaurului Beteag, Povestea unui om sărac, Împărat în țară străină, Soarele deocheat și Călătorie în Spicul de Grâu. Sunt basme românești, cu teme și personaje noi, neîntâlnite în basmele tradiționale: țara unde norocul fiecăruia era scris pe tăblițe de lut (Țara Scriitorilor de Noroc), balaurul cu dizabilități care fusese cândva sfetnic împărătesc (Țara Balaurului Beteag), omul care primește darul de a aduce ceața (Omul-Ceață, prietenul Măriei Sale), șarpele casei, păstrătorul unității familiei în jurul vetrei părintești (Odaia Fericirii), deocherea Soarelui de către Oamenii-Lupi, în înțelegere cu Vârcolacii (Soarele deocheat), reabilitarea Cățelului Pământului, care, după ce fusese pedepsit să stea mai mult pe sub pământ de către Dumnezeu (pentru că nu îl recunoscuse), ajunge în Împărăția Zmeului cel Bătrân (Palatul din pădure).
Fetița din Floare, Editura Zorio 2014, ne oferă o poveste sensibilă și inedită despre călătoria inițiatică a unei fetițe (născută într-un trandafir regal) în lumea exterioară, unde se întâlnește cu șapte personaje simbolice: Îndrăgostitul, Cercetătorul, Negustorul de Flori, Alpinistul, Copilul Răsfățat, Bătrâna care dăruiește flori și Ascetul. Personajele povestirii sunt: Fetița din Floare, zeița Iris, Marele Curcubeu (soțul zeiței) și Micul Curcubeu, fiul celor doi. Călătoria o ajută pe Rose, personajul principal, să descopere diferite tipologii umane, să înțeleagă și mai bine minunata lume a florilor, legănată de armonie și de o muzică sacră, dar și lumea exterioară, raportată la flori. Concluzia este cea conturată în urma discuției cu Ascetul: Dumnezeu comunică cel mai bine prin copii, prin flori și prin păsări, dar nu prin toate, ci prin cele care zboară cel mai aproape de Călcâiul Domnului.
Editura Zorio a fost prezentă în 2018 la Târgul Internațional de Carte Gaudeamus, cu două noutăți editoriale pentru copii: antologia de poezie pentru copii Aripi de rouă, autor Petre Crăciun, care însumează toată creația poetică a scriitorului, și volumul Poveștile flori și poveștile stele, de același autor – o poveste despre universalitatea poveștilor și despre vârstele poveștilor, în care personajul principal este chiar o poveste – „Hoțul de timp”.
În 2018 a lansat la Editura Zorio revista trimestrială pentru copii Regatul cuvintelor, la care au colaborat Mihai Șora, Alex Ștefănescu, Ana Blandiana, Dan Lungu, Alexandru Mironov, Horia Gârbea, Radu Vancu, Arcadie Suceveanu. Lansarea primului număr a avut loc la Biblioteca Națională a României.
În 2020 a publicat în Colecția Biblioteca Giurgiuveană volumul de povești Roboțeii: Povești moderne, iar în 2021 Cu Moș Crăciun în Țara Copiilor Neîncrezători. În 2021 volumul de povești în ediție bilingvă româno-bulgară Povești moderne = Svremenni prikazki a fost editat în cadrul acestei colecții, cu sprijinul Direcției Județene pentru Cultură Giurgiu. Cartea cuprinde șapte povești, iar traducerea în limba bulgară a fost realizată prin voluntariat de Lili Ganceva, director executiv al Euroregiunii Danubius și Violeta Frateva, traducător autorizat. În decembrie 2022 acest volum a fost prezentat de autorul Petre Crăciun la Biblioteca regională „Lyuben Karavelov” din Ruse, Bulgaria.
În 2022 la Biblioteca Academiei Române, Petre Crăciun a lansat volumul cu titlul Istoria și Catalogul Stilourilor Românești (Editura Zorio). La eveniment au participat prof.univ.dr. Adrian Cioroianu - Directorul Bibliotecii Naționale a României, ing.Flaviu Constantin - Manager Flaro Sibiu și Ferdinand Mircea Tvers - reparator și artizan de stilouri. Petre Crăciun colecționează stilouri cu vechime și istorie, în această carte fiind prezentată colecția sa personală. Muzeul Județean „Teohari Antonescu” din Giurgiu a organizat o expoziție de stilouri românești colecția „Petre Crăciun” în 2022, în care au fost prezentate 75 de modele unice de stilouri românești realizate de 4 producători: Flamura Roșie Sibiu (Flaro), Întreprinderea de industrie locală Archimet Sibiu, Întreprinderea Drum Nou București și Întreprinderea Chimică Cluj. Au fost expuse stiouri realizate de artizani din domeniul cooperației meșteșugărești, piese unice realizate de Radu Tvers și Ferdinand Tversi. Expoziția a mai cuprins documente și materiale ilustrative din perioada comunismului de la Întreprinderea Flamura Roșie (broșuri, afișe, legitimații de muncă și fotografii). Isoria și catalogul stilourilor românești a fost prezentată de autorul ei și în cadrul evenimentului cultural organizat de Biblioteca Județeană „I. A. Bassarabescu” Giurgiu în colaborare cu Consiliul Județean Giurgiu și ANBPR, Nocturna bibliotecii ediția a XIII-a.

### Proiecte culturale
Petre Crăciun a inițiat Proiectul „Povestea de vineri”, prin care a oferit publicului timp de un an, în lectură proprie, câte o poveste înregistrată video. Proiectul a fost realizat împreună cu directorul de imagine Robert Cilincă (imagine și montaj). Biblioteca Județeană „I. A. Bassarabescu” Giurgiu a fost prima bibliotecă din țară implicată în acest proiect și care a beneficiat de 50 de povești în lectura autorului, începând cu anul 2018. Ulterior și alte biblioteci publice din țară au lansat „Povestea de vineri”.
În 2019 a inițiat proiectul cultural Drumul Poveștilor. Pe urmele marilor povestitori (15 ianuarie – 30 iunie 2019), adresat unui public de 1000 de elevi din România și Republica Moldova. Proiectul a fost susținut de criticul literar Alex Ștefănescu și s-a derulat în parteneriat cu Muzeul Literaturii Române, Biblioteca Academiei Române, Biblioteca Națională a României, Biblioteca Județeană „I.A. Bassarabescu” Giurgiu.
În 2024, Petre Crăciun a lansat proiectul intitulat „Dimineața cuvintelor”, care înglobează primul festival de literatură din România dedicat în exclusivitate copiilor și revista pentru copii și tineret „Dimineața cuvintelor”. Festivalul „Dimineața Cuvintelor” a avut loc în perioada 2-3 aprilie 2024, la București, organizat în parteneriat cu Ministerul Educației din România. Festivalul a fost conceput cu statut internațional și a reunit scriitori, redactori și editori de reviste pentru copii din România, Republica Moldova, Ucraina și Canada. Alături de Petre Crăciun, directorul festivalului, au fost: Varujan Vosganian, prim-vicepreședinte al Uniunii Scriitorilor din România, Arcadie Suceveanu, Sergiu Afanasiu, Alexandru Mironov, Claudia Partole, Passionaria Stoicescu, Iulian Filip, Ștefan Mitroi, Ianoș Țurcanu, Carolina Ilica, Florentina Chifu.

## Premii
În 1997 a obținut Marele Premiu al Asociației Scriitorilor din Iași, și locul I la concursul de povești "Ion Creangă", singura competiție de acest gen din țară. Povestea premiată, Floarea înțelepciunii și iarba puterii a fost publicată în 1998 la Editura Junimea, într-un volum colectiv, apoi în volum în 2002. Povestea care a dat numele volumului și care a fost premiată de Asociația Scriitorilor din Iași este preluată de majoritatea site-urilor pentru copii.
În 2014 a fost nominalizat cu două cărți (Basme și Cruciada pisicilor) la Premiile USR și în același an a obținut Premiul Cartea anului, din partea Filialei pentru Copii și Tineret a USR, volumul evidențiat fiind Basme, Editura Zorio 2013.
A obținut Premiul Uniunii Scriitorilor din România în anul 2016, la secțiunea Carte pentru copii, pentru volumul Cu Andersen în Regatul Poveștilor.
Premiul Bibliotecii ”Ion Creangă” din Chișinău i-a fost acordat pentru volumul Fetița din Floare, în 2016, în cadrul Salonului Internațional de Carte de la Chișinău, ediția a XX-a.

## Cărți publicate
- Cureaua cu ținte, Editura Neroandria, 1995, roman;
- Alarmă la Peleș, Editura Grafică Prahoveană, 1996, roman;
- Poveștile de la bojdeucă, Editura Junimea, 1997, volum colectiv de povești;
- Cuvânt dinlăuntru, Editura Premier, 2001, eseuri;
- Floarea înțelepciunii și iarba puterii, Editura Timpolis, 2002, povești.
- În spatele oglinzii, Editura Fed, 2003, versuri;
- Alege viața, interviuri, Editura Codecs, 2004, interviuri cu consumatori de droguri;
- Taina ghemului de ață, poezii pentru copii, Editura ZORIO, 2011
- Complexul sălii de așteptare, eseuri, Editura ZORIO, 2012
- Cândva mă chema Codiță, povestire pentru copii, Editura ZORIO, 2012
- Cruciada pisicilor, versuri pentru copii, Editura ZORIO, 2012
- Unde-i victima, domnule Atanasiu?, Editura Zorio, 2012, policier
- Alarmă la Peleș, ediția a II-a, Editura Zorio, 2013, policier
- Basme, Editura Zorio, 2013
- Robert cel cuminte, roman pentru copii, părinți și bunici, Editura Zorio, 2014
- Primul zbor, poezii pentru copii, Editura Zorio, 2014
- Fetița din Floare, povestire pentru copii, Editura Zorio, 2014
- Basme pentru familia mea, Editura Zorio, 2014
- Cu Moș Crăciun în Țara Copiilor Neîncrezători, 2014
- Cu Andersen în Regatul Poveștilor, 2015
- Împăratul-Copil. Povești în versuri, 2015.
- Povestiri despre România, Țara părinților, 2015.
- Ghiozdanul cu poezii, 2016
- The Girl in the Rose, 2016 (traducere de Adrian G. Săhlean)
- Cartea basmelor. Antologie, Editura Zorio, 2017
- Când cimpanzeul devine om, Editura Zorio, 2017
- Aripi de rouă, 2018
- Poveștile-flori și poveștile-stele, Editura Zorio, 2018
- Regatul cuvintelor - revistă trimestrială pentru copii a Editurii Zorio, 2018
- Alegerea berzei. Misiunea 1511. Editura Zorio, 2019
- Cruciada pisicilor (în Braille), în colaborare cu Asociația Nevăzătorilor din România, Editura Zorio, 2019
- Mimu, pisicuța care mânca povești (în Braille), în colaborare cu Asociația Nevăzătorilor din România, Editura Zorio, 2019
- 100 de basme și povești: Odaia fericirii, Editura Zorio, 2020
- Roboțeii, povești moderne. Editura Zorio, 2020
- Povești moderne, ediție bilingvă româno-bulgară. Editura Zorio, 2021
- Istoria și catalogul stilourilor românești, Editura Zorio, 2022
- Drumul până în Rai și înapoi, Editura Zorio, 2023

## Articole în periodice
- Creativitatea în relațiile publice (2007)
- Umorul – o posibilă strategie advertising (2007)[30]

## Aprecieri critice
Alex Ștefănescu: „Petre Crăciun este unul dintre puținii autori de literatură pentru copii care a găsit „tonul” potrivit. Nu se exprimă pueril-peltic, nu îi maimuțărește fără grație pe cei mici (așa cum fac atâția alți autori care cultivă genul), ci scrie într-un stil voios și simpatic, cu umor, cu o încredere tonică în capacitatea copiilor de a intra în jocul relației autor-cititor.”

## Implicarea în proiecte sociale
În aprilie 2012, scriitorul Petre Crăciun a semnat un protocol cu preotul Nicolae Tănase, din Valea Plopului, Prahova, pentru declanșarea proiectului „O carte pentru Valea Plopului”. Obiectivul proiectului a constat în colectarea a peste 1000 de volume de literatură pentru copii și tineret pentru cei peste 200 de copiii aflați în îngrijirea părintelui Tănase, după ce, în decembrie 2011, una dintre clădirile aflate în incinta comunității de la Valea Screzii, în care se aflau cantina așezământului și biblioteca, a fost mistuită de un incendiu. La finele campaniei au fost strânse 5000 de volume care au fost predate copiilor din așezământ
În septembrie 2013, Petre Crăciun a lansat o propunere pentru rezolvarea problemei câinilor comunitari în România. Propunerea sa este ca maidanezii să fie adunați de Autoritatea pentru Supravegherea și Protecția Animalelor (ASPA), sterilizați și dotați cu microcip, apoi încredințați spre adopție în special persoanelor din mediul rural, pe baza unui contract ferm, dar cu plata către persoana care adoptă câinele a sumei de 250-300 de euro, care oricum s-ar cheltui pentru a omorî câinii. Contractul va trebui să aibă clauze ferme, care să-i interzică persoanei respective să abandoneze câinele, și să cuprindă sancțiuni contravenționale și chiar răspundere penală în situația în care câinele părăsit este implicat într-o situație tragică. Astfel, nu va mai fi nevoie de construcția unor adăposturi noi pentru câini, deci statul va face chiar economii.